# Stevensville (Montana)
Stevensville è una città degli Stati Uniti d'America situata nel Montana, nella Contea di Ravalli.